# Mike Flanagan (calciatore)
Mike Flanagan (Ilford, 11 settembre 1952) è un allenatore di calcio ed ex calciatore inglese.

## Carriera

### Calciatore

#### Club
Formatosi nel Tottenham Hotspur, nel 1971 passa al Charlton Athletic. società con cui militerà sino al 1979.
Nella sua prima stagione con i Addicks retrocesse in terza serie, riuscendo a tornare in serie cadetta al termine della stagione 1974-1975.
Con il Charlton Athletic Flanagan giocherà altre tre stagioni nella serie cadetta inglese prima di passare nella stagione 1978 in prestito al New England Tea Men, società statunitense militante nella North American Soccer League. Con i Tea Man Flanagan raggiunse gli ottavi di finale, ottenendo il titolo individuale di miglior giocatore del torneo.
Terminata l'esperienza americana Flanagan ritorna per una stagione al Charlton Athletic, sempre in serie cadetta.
Nella stagione 1979-1980 è al Crystal Palace, militante nella massima serie inglese. Con i Glaziers ottiene il tredicesimo posto finale.
Nella stagione 1980-1981 passa al Queens Park Rangers, militante in cadetteria. Con il QPR ottiene nella prima stagione l'ottavo posto mentre in quella seguente il quinto.
Nel 1983 ritorna al Charlton Athletic, con cui gioca tre stagioni tra i cadetti, ottenendo la promozione in massima serie nella stagione 1985-1986.
Flanagan chiuderà la carriera agonistica nel Cambridge United, con cui otterrà il tredicesimo posto nella Fourth Division 1986-1987.

#### Nazionale
Flanagan indossò tra il 1978 ed il 1979 la maglia della nazionale B di calcio dell'Inghilterra in tre occasioni, segnando una rete.

### Allenatore
Dopo il ritiro dal calcio giocato Flanagan ha allenato il Gillingham tra il 1993 ed il 1995 ed in seguito gli irlandesi del Waterford United.

## Palmarès

### Club

#### Competizioni giovanili
- FA Youth Cup: 1

Tottenham: 1969-1970

### Individuale
- NASL Most Valuable Player: 1

1978